# 本間源三郎
本間 源三郎（ほんま げんざぶろう、1846年（弘化3年1月） - 1908年（明治41年）7月9日）は、日本の政治家、衆議院議員（1期）。

## 経歴
周防国吉敷郡嘉川村(のち山口県吉敷郡嘉川村、現・山口市)生まれ。嘉川村戸長、同村長、山口県会議員、吉敷郡会議員、同参事会員、同議長となる。また、山口県農会名誉会員、同幹事、同代表者となった。
1898年3月の第5回衆議院議員総選挙において山口1区から国民協会公認で立候補して当選した。衆議院議員を1期務め、同年8月の第6回衆議院議員総選挙は不出馬。1908年に死去した。